# Portena
Portena là một chi nhện trong họ Pholcidae.